# 헤르융아시

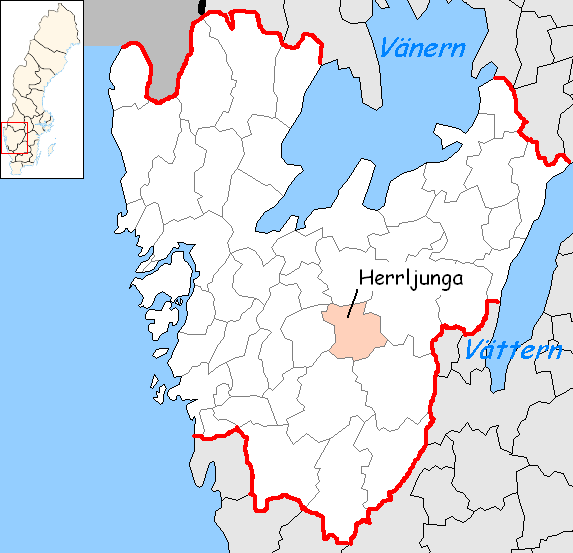
헤르융아 시의 위치

헤르융아시(스웨덴어: Herrljunga kommun)는 스웨덴 베스트라예탈란드주에 위치한 지방 자치체로 행정 중심지는 헤르융아이며 면적은 509.54km2, 인구는 9,486명(2016년 12월 31일 기준), 인구 밀도는 19명/km2이다.

시 문장